# Flapper

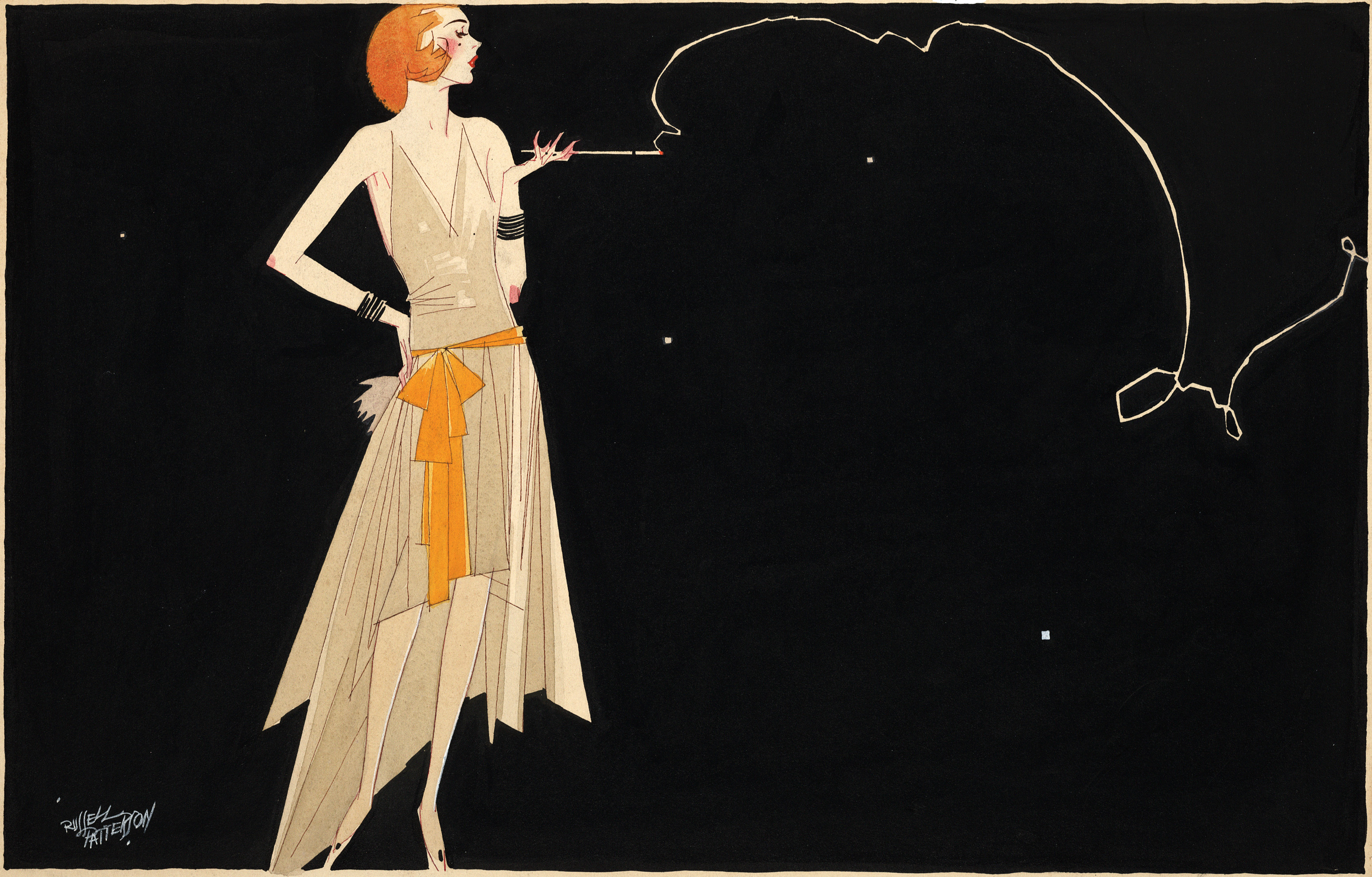
Where there's smoke there's fire av Russell Patterson, föreställande en flapper

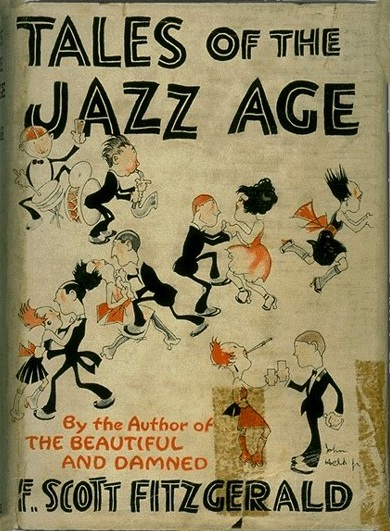
Jazz-musiken var stor på 1920-talet. På bilden ser man de tecknade karaktärerna dansa Charleston.

Flapper var kvinnor som under det glada 1920-talet klädde sig i kort kjol, hade bobfrisyr och lyssnade på jazz. Beteckningen flapper kom från USA; liknande företeelser var exempelvis franska garçonne. Flapperns korta kjol skulle fladdra åt alla håll, och kläderna skulle vara underhållande och färgglada. Flapperstilen stod i samklang med tidens ideal om "den frigjorda kvinnan", det vill säga den nya kvinnan som levde ett självständigt liv och kunde delta i både yrkes- och nöjeslivet vid männens sida, vilket var ett nytt fenomen under 1920-talet. En förgrundsgestalt är Zelda Fitzgerald som av hennes make, F. Scott Fitzgerald, kallades "den första flappern".

## Ursprung
Ursprunget till ordet "flapper" är omdiskuterat. 
En förklaring är att ordet är hämtat från den stilbildande amerikanska stumfilmen The Flapper från 1920, som baserar sig på ett manus av Frances Marion, regisserad av Alan Crosland, producerad av Myron Selznick, medverkande skådespelare är Olive Thomas och Warren Cook. 
En annan förklaring är att ordet snarare refererar till en ung fågel som flaxar med sina vingar när den lär sig att flyga. 
En alternativ förklaring är att ordet har en betydligt äldre mening som använts i norra England, som syftar på en tonårig flicka vars hår ännu inte är ordnat och vars flätade hår slår utmed deras rygg. Ordet påstås också komma från ett äldre ord som betyder prostituerad. Det engelska ordet "flap" användes för att beskriva en ung prostituerad redan så tidigt som 1631. [källa behövs]

## Galleri

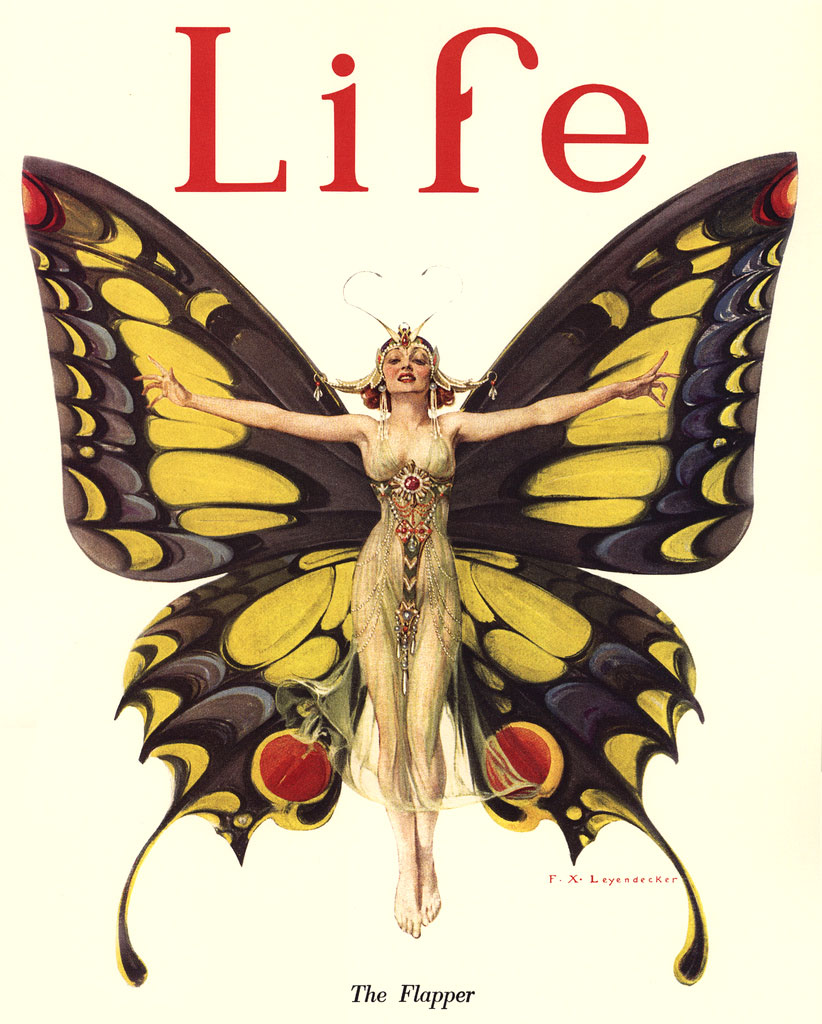
The Flapper omslag på Life av Frank Xavier Leyendecker 1922.
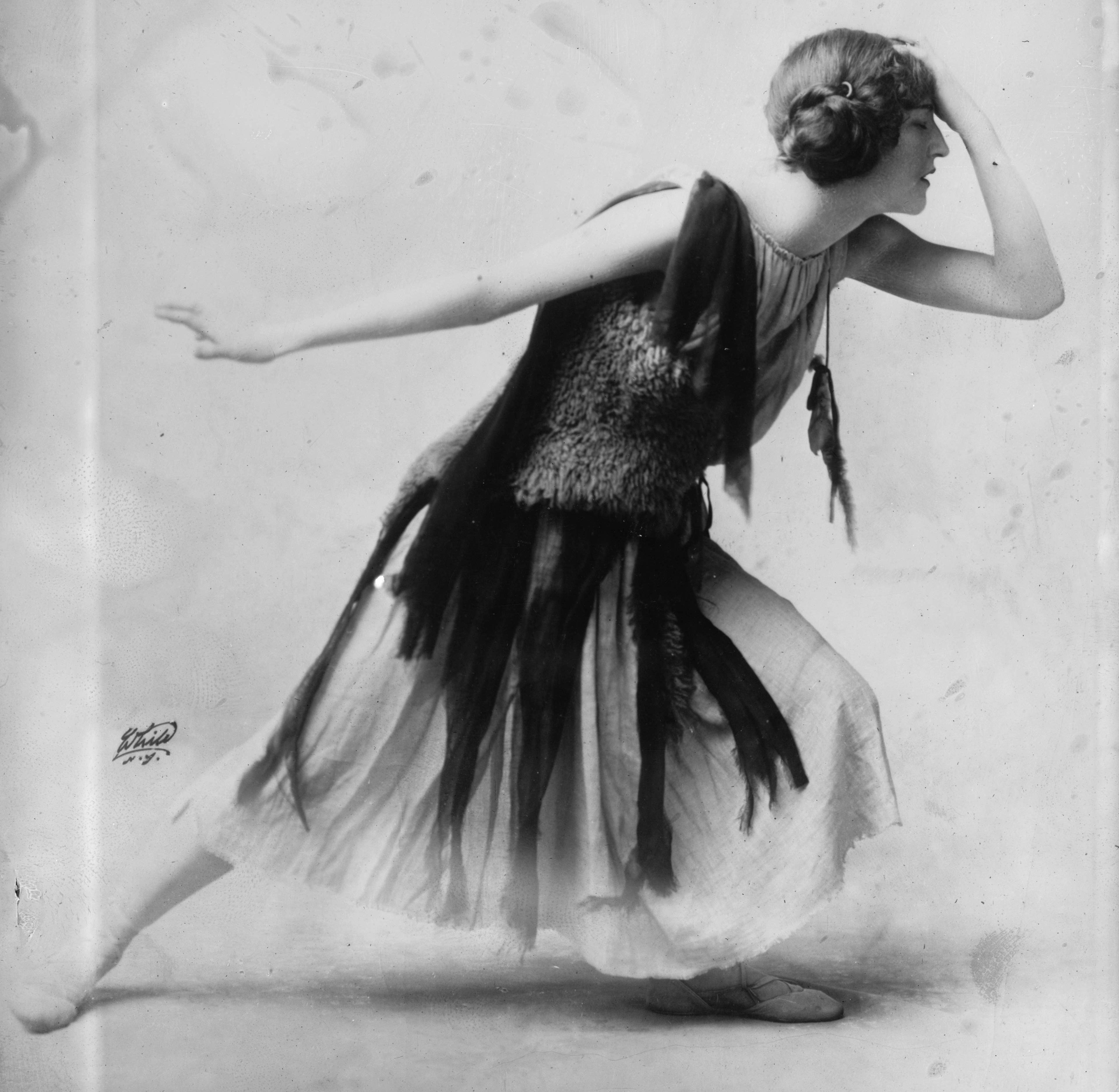
Violet Romer i en flapperklänning.